# PRTN3
PRTN3 (англ. Proteinase 3) – білок, який кодується однойменним геном, розташованим у людей на короткому плечі 19-ї хромосоми. Довжина поліпептидного ланцюга білка становить 256 амінокислот, а молекулярна маса — 27 807.
| 10         |  | 20         |  | 30         |  | 40         |  | 50         |
| ---------- |  | ---------- |  | ---------- |  | ---------- |  | ---------- |
| MAHRPPSPAL |  | ASVLLALLLS |  | GAARAAEIVG |  | GHEAQPHSRP |  | YMASLQMRGN |
| PGSHFCGGTL |  | IHPSFVLTAA |  | HCLRDIPQRL |  | VNVVLGAHNV |  | RTQEPTQQHF |
| SVAQVFLNNY |  | DAENKLNDVL |  | LIQLSSPANL |  | SASVATVQLP |  | QQDQPVPHGT |
| QCLAMGWGRV |  | GAHDPPAQVL |  | QELNVTVVTF |  | FCRPHNICTF |  | VPRRKAGICF |
| GDSGGPLICD |  | GIIQGIDSFV |  | IWGCATRLFP |  | DFFTRVALYV |  | DWIRSTLRRV |
| EAKGRP     |  |            |  |            |  |            |  |            |

A: Аланін

C: Цистеїн

D: Аспарагінова кислота

E: Глутамінова кислота

F: Фенілаланін

G: Гліцин

H: Гістидин

I: Ізолейцин

K: Лізин

L: Лейцин

M: Метіонін

N: Аспарагін

P: Пролін

Q: Глутамін

R: Аргінін

S: Серин

T: Треонін

V: Валін

W: Триптофан

Кодований геном білок за функціями належить до гідролаз, протеаз, серинових протеаз. 